# Gare de Landévant
La gare de Landévant est une gare ferroviaire française de la ligne de Savenay à Landerneau, située sur la commune de Landévant, dans le département du Morbihan, en région Bretagne.
Elle est mise en service en 1862 par la Compagnie du chemin de fer de Paris à Orléans (PO). C'est aujourd'hui une halte ferroviaire de la Société nationale des chemins de fer français (SNCF), desservie par des trains TER Bretagne circulant entre Lorient et Vannes.

## Situation ferroviaire

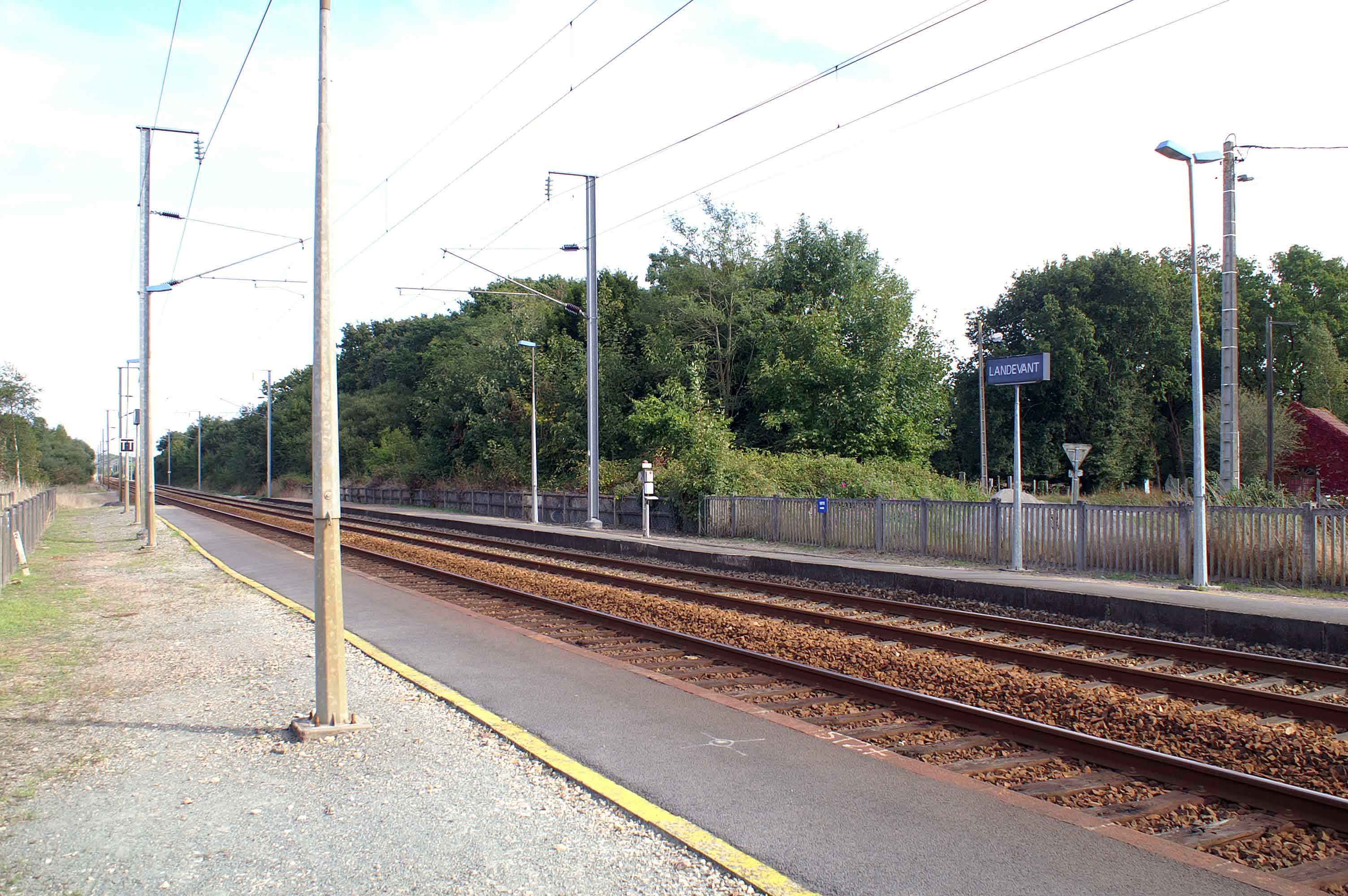
Quais et voies de la halte, vues en direction de Vannes.

Établie à 10 m d'altitude, la gare de Landévant est situé au point kilométrique (PK) 611,260 de la ligne de Savenay à Landerneau, entre les gares de Landaul - Mendon et Brandérion.

## Histoire
La gare de Landévant est mise en service à l'occasion de l'ouverture de la ligne de Rennes à Redon et du tronçon, à voie unique, jusqu'à Lorient de la ligne de Savenay à Landerneau, le 26 septembre 1862. Le nœud ferroviaire de Redon permet la desserte de la Bretagne sud par des trains en provenance de Paris. En septembre 1863 la ligne est prolongée jusqu'à Quimper. La deuxième voie est ouverte par tronçons, en 1888 entre Redon et Vannes, en 1900 entre Vannes et Lorient puis Lorient et Quimper. En 1934 les express partent de la gare de Paris-Montparnasse au lieu de la gare d'Orsay et c'est en 1991 et 1992 que la ligne est électrifiée de Rennes à Quimper.

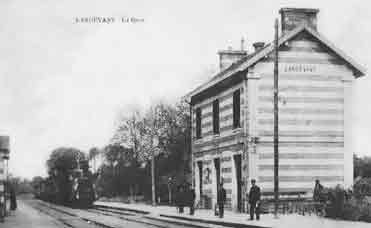
La gare avec son bâtiment voyageurs, vers 1900.

En 1862, c'est la Compagnie du chemin de fer de Paris à Orléans (PO) qui réalise des bâtiments en utilisant les matériaux habituels des gares de la ligne, avec une alternance de lignes rouges, en brique, et blanches, en tuffeau. Le bâtiment voyageur est un édifice à un étage et toit à double pente avec deux cheminées. La façade comporte trois portes sur le quai et trois fenêtres. Un petit abri, fait des mêmes matériaux, lui fait face sur l'autre quai, un passage permet le franchissement des deux voies.
En 1912, la Compagnie du PO fournit au Conseil général un tableau des « recettes au départ » de ses gares du département, la gare de Belz-Plœmel totalise 43 282 francs, ce qui la situe à la 16e place sur les 30 gares ou stations.
En 2009 avant le début d'importants travaux la gare qui n'a déjà plus son bâtiment voyageur de 1862, a conservé son ancienne halle à marchandises avec un quai de débarquement. Le bâtiment, à l'abandon, comporte deux parties, l'une présente les caractéristiques des bâtiments d'origine avec l'alternance de briques rouges et de tuffeau blanc. À la sortie de la gare, vers Lorient, le passage à niveau automatisé va bientôt être remplacé. Le 30 novembre 2009 d'importants travaux débutent dans le cadre d'une amélioration de la liaison ferroviaire entre Rennes et Quimper. Le financement est assuré par l'Union européenne, l'État Français, la Région Bretagne, Réseau ferré de France et le Conseil Général du Morbihan. Il s'agit de la construction d'un passage souterrain sous les voies de la gare, ouvert aux piétons et cyclistes, d'un réaménagement des quais et de la suppression du passage à niveau.

## Service des voyageurs

### Accueil
Halte SNCF, il n'y a plus de personnel, les voyageurs ont à leur disposition un abri sur chaque quai, des indicateurs d'horaires, et des parkings. Le passage d'un quai à l'autre se fait en empruntant le passage à niveau situé à quelques dizaines de mètres, en direction de Lorient.

### Desserte
Aujourd'hui le TGV Atlantique ne fait que passer, mais les quais de la gare sont toujours utilisés, la gare de Landévant est une « halte à accès libre » pour les TER Bretagne de la ligne 19 Quimper-Lorient-Vannes.

## Galerie de photos

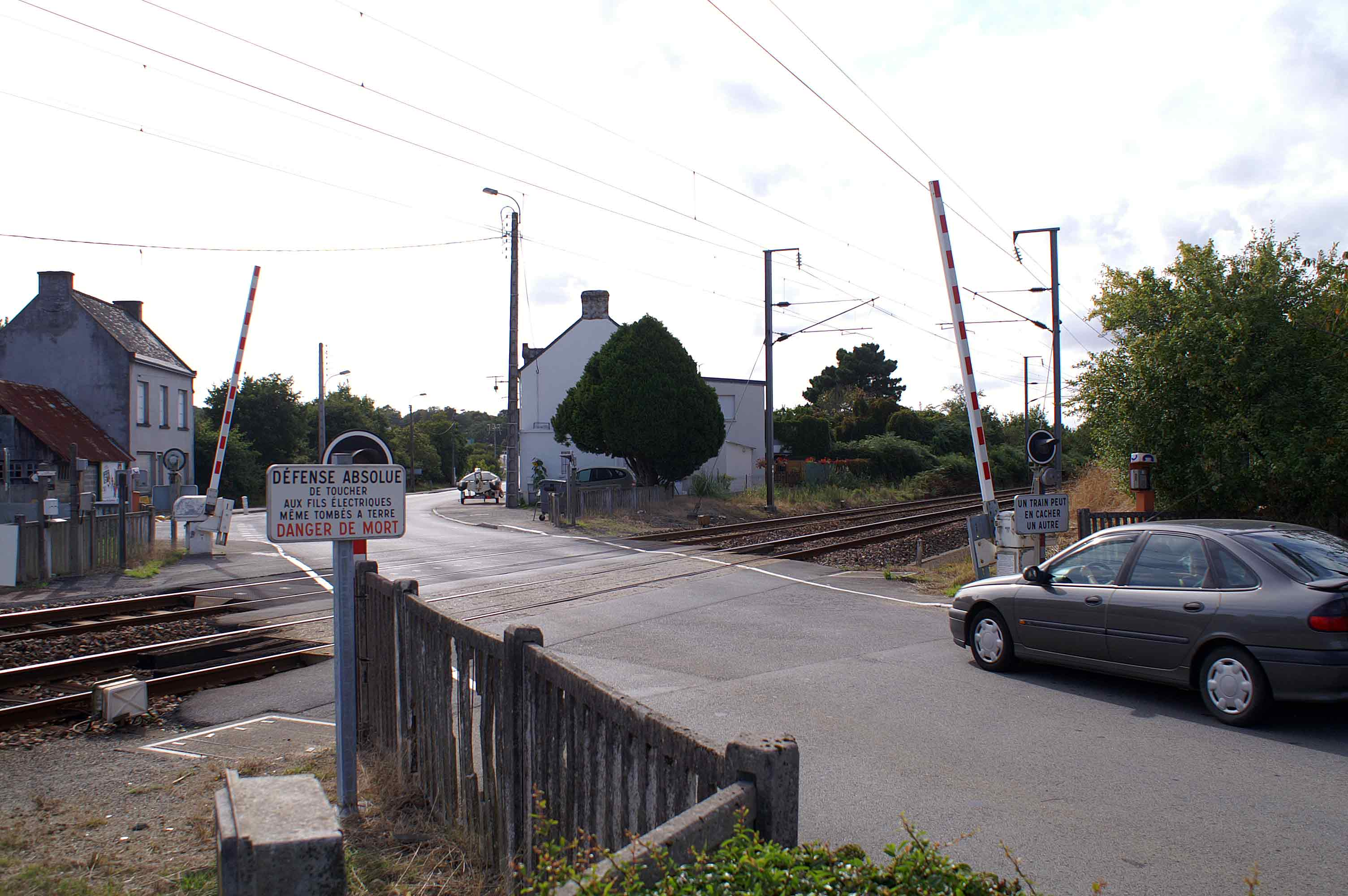
Ancien passage à niveau de Landévant
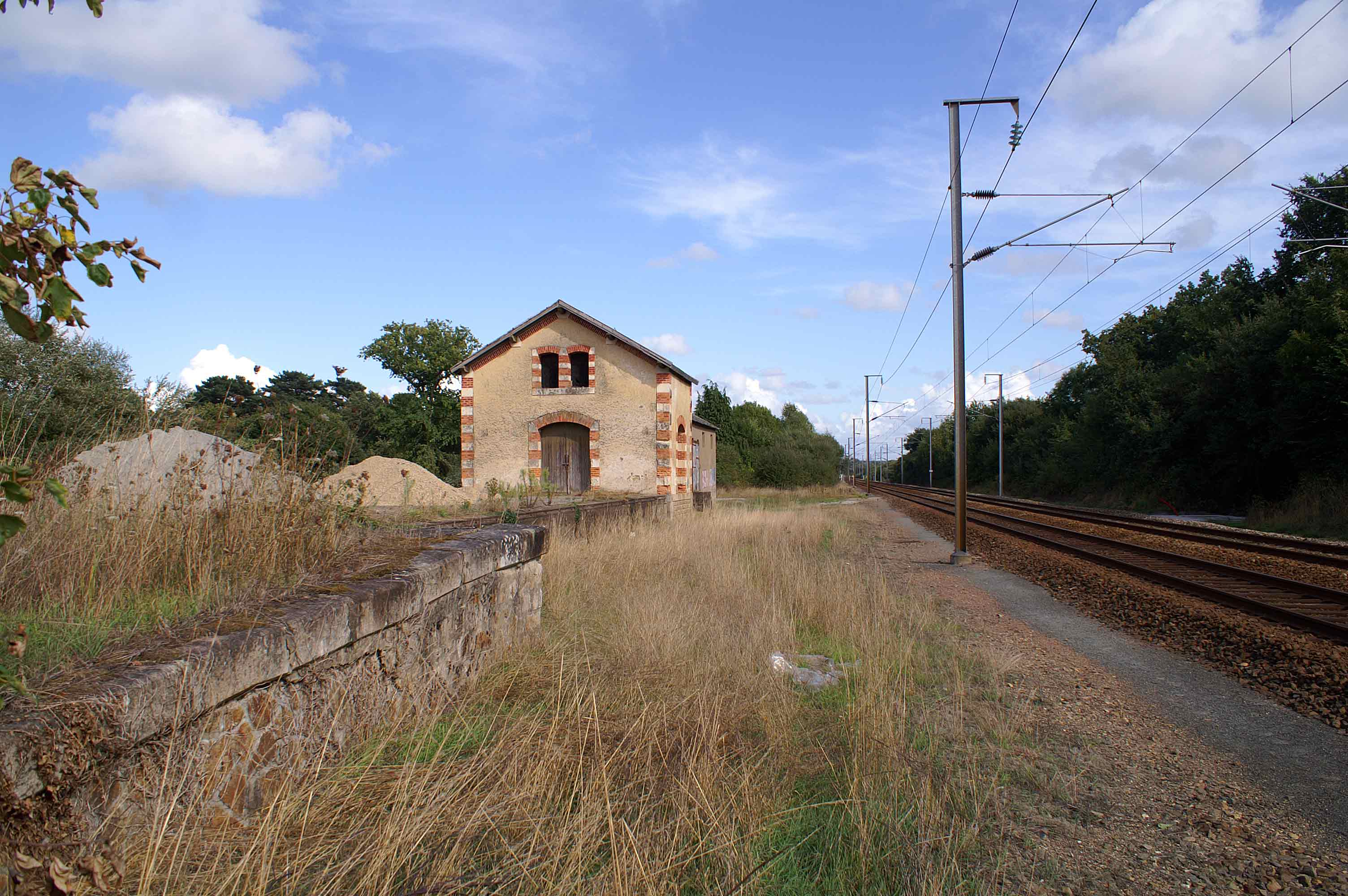
Ancienne halle à marchandises
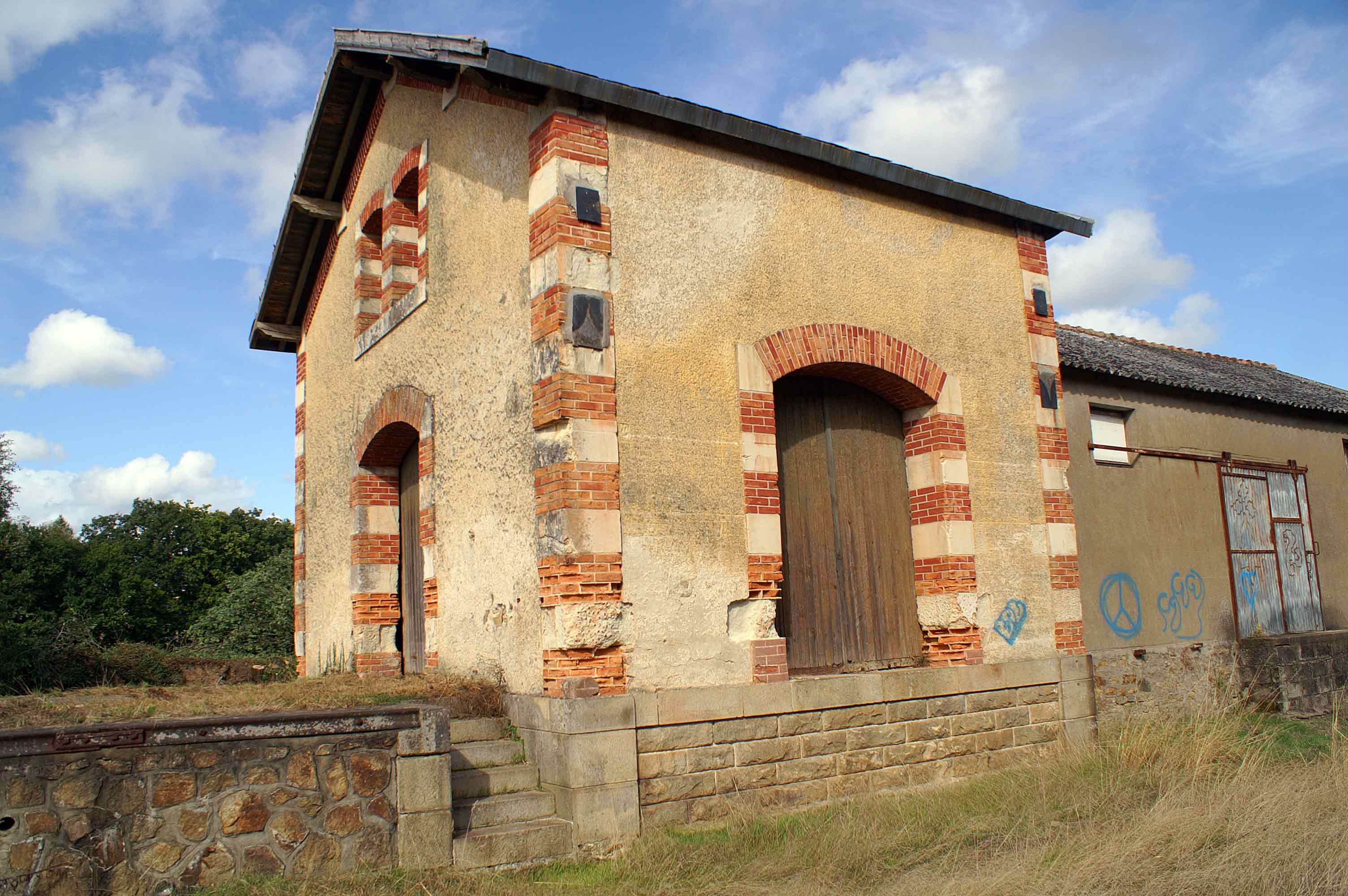
Détails halle à marchandises
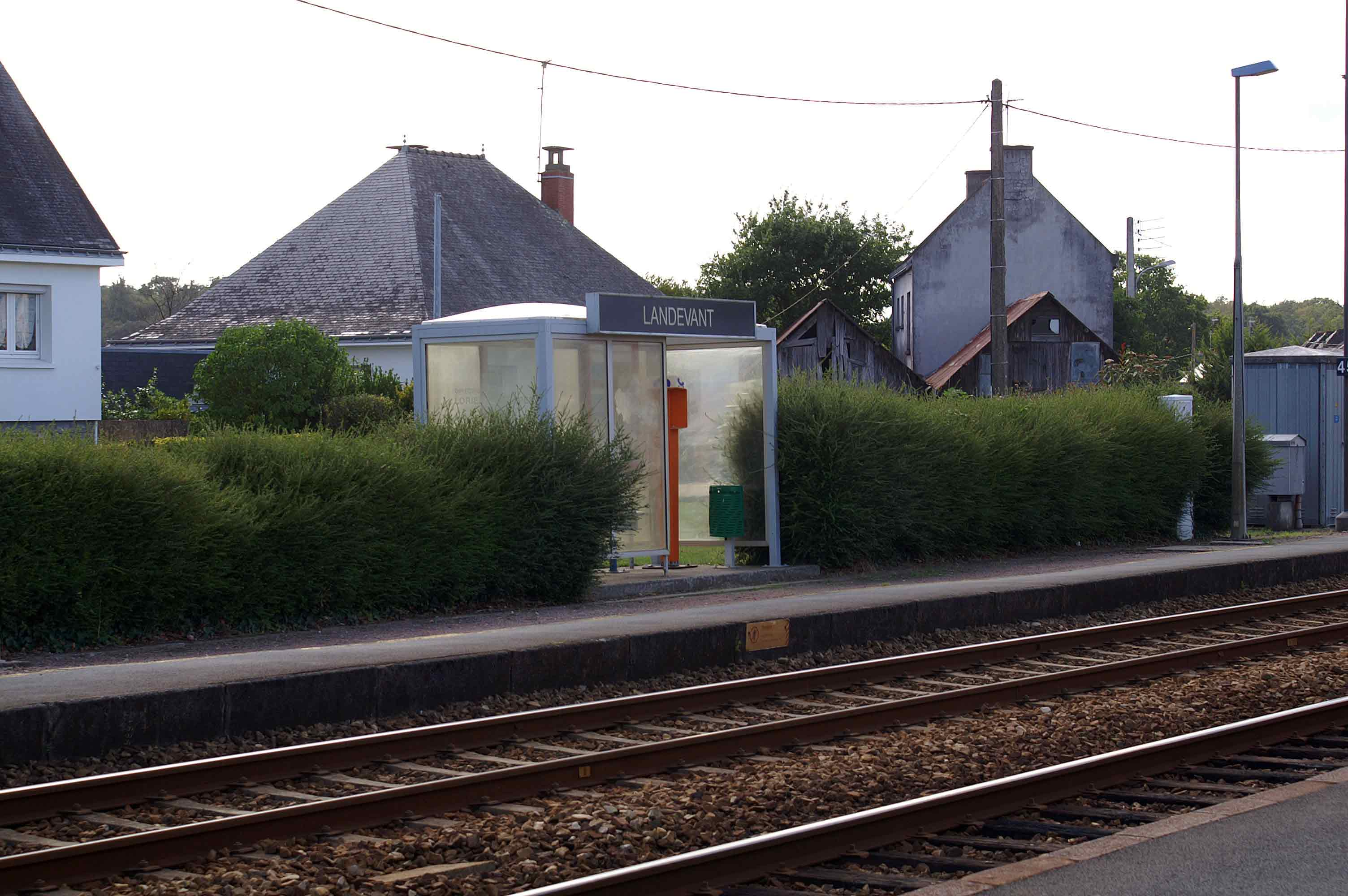
Un ancien abri de quai